# Controller
Een controller is verantwoordelijk voor het proces van planning en control binnen een organisatie. De controller ziet als bedrijfseconomisch onderzoeker toe op de efficiëntie en effectiviteit van de ondernomen activiteiten en adviseert de (financiële) leiding van het bedrijf.

## Werkzaamheden
De werkzaamheden omvatten interne en externe informatievoorziening, administratieve organisatie en het verbeteren van systemen, werkwijzen en procedures. De controller verzorgt ook de begroting en soms de jaarrekening van de organisatie.

### Organisatie
Een controller kan lid zijn van een managementteam of als staffunctionaris zijn opgenomen in een stafafdeling. Doorgaans rapporteert de controller aan de financieel directeur of is de controller zelf financieel eindverantwoordelijk.

### Aansturing
Soms valt de administratie rechtstreeks onder de controller, terwijl in andere gevallen de controller de afdeling planning en control aanstuurt en geen directe lijn met de administratie heeft. Vanuit het (brede) perspectief van interne beheersing komt het ook regelmatig voor dat controllers (ondersteunende) afdelingen als P&O, facilities en ICT aansturen.

## Sectoren

### Binnen de overheid
Bij de Nederlandse rijksoverheid heeft elk departement een stafafdeling Financieel Economische Zaken (FEZ). FEZ is de controller van de organisatie en verantwoordelijk voor het opstellen van de begroting en verantwoording, het houden van toezicht op de uitvoering van de financiële activiteiten en het adviseren hierover. De directeur FEZ is de eindverantwoordelijk controller van de organisatie. De controller toetst of de organisatie wel op verantwoorde wijze met de financiën en financiële regelgevingen omgaat. 
Naast de stafdirectie FEZ, is er de Auditdienst Rijk (ADR). Deze dienst is de interne controlerend accountant en controleert de financiële processen, zodat wanneer de Algemene Rekenkamer komt controleren, het departement een (goedgekeurde) interne accountantsverklaring kan laten zien. De controller richt zich meer op de beheersmatige zaken in tegenstelling tot de auditdienst, die zich vooral richt op controlerende werkzaamheden.
Binnen intramurale instellingen wordt vaak gesproken over de HEAD: Hoofd Economische en Administratieve Dienst.

### Binnen de publieke / non-profit sector
Controllers zijn ook werkzaam in de publieke en de non-profit sector. De public controller heeft in het bijzonder tot taak zorg te dragen dat bij de besluitvormingsprocessen binnen de publieke en non-profitorganisatie waarin hij of zij werkzaam is, gelet op de doelstellingen van deze organisatie, de bedrijfsvoering en de daarbij behorende aspecten van doeltreffendheid, doelmatigheid en rechtmatigheid, alsmede het daarbij behorende aspect van financieel beheer in voldoende mate worden meegewogen.
De public controller kent een eigen beroepsgroep en een eigen vakgebied public controlling.

## Management accounting
Nederland is redelijk uniek wat betreft het vak controlling. In de Angelsaksische wereld spreekt men van management accounting in plaats van controlling. In tegenstelling tot Nederland zijn de functies van management accountant en boekhouder veelal strikt gescheiden. De controller in de Angelsaksische wereld is veelal een functionaris die zich richt op de boekhouding ten behoeve van de externe verslaggeving.
De managementaccountant richt zich op managementrapportages. In de Angelsaksische wereld stromen, net als in Nederland, veel accountants door naar een controllersfunctie. Managementaccountants volgen specifieke opleidingen, zoals Certified Management Accountant (CMA) in de VS en Australië of Associate Chartered Management Accountant (ACMA) / Fellow Chartered Management Accountant (FCMA) in het Verenigd Koninkrijk. Deze opleidingen zijn ten dele vergelijkbaar met de Nederlandse controlleropleidingen. In de Angelsaksische wereld kent men echter nagenoeg geen opleidingen onder de noemer "controller". In de Angelsaksische wereld noemt men de controller in de (semi)overheid normaal gesproken comptroller. De voormalige Chartered Institute of Management Accountants (CIMA) certificering is tegenwoordig de Chartered Global Management Accountant (CGMA) certificering,. CIMA staat namelijk ook voor Certified Investment Management Analyst (CIMA) gericht op investeringsbeheer.

## Opleiding
Controllersopleidingen zijn er op bachelor, postbachelor (post-hbo), master- en post-initieel masterniveau. De eerste post-initiële (toen nog postdoctorale) opleidingen zijn midden jaren 80 opgericht, zodat in de praktijk de ene controller een financieel-administratieve hbo-opleiding heeft gevolgd, terwijl een ander bedrijfseconoom, accountingmanager-controller (AC), registeraccountant (RA) of registercontroller (RC) is. De post-hbo-opleiding HOFAM leidt op tot Qualified Controller (QC), daarnaast bestaan er ook post-hbo-opleidingen die opleiden tot Business Controller of tot Financial Controller (FC). Steeds vaker wordt de controller gezien als business partner voor het management. Hiervoor dient de controller te bezitten over de juiste competenties. Er zijn slechts enkele opleiders in Nederland die hiervoor een opleiding aanbieden (post-RC).